# ヴァージニア・ハミルトン
ヴァージニア・ハミルトン（Virginia Esther Hamilton、1936年3月12日 - 2002年2月19日）は、アメリカの児童文学作家。自身の出自であるアフリカ系アメリカ人の歴史を主題としたことで知られる。

## 略歴
奴隷制時代には自由州の入り口であったアメリカオハイオ州のイエロースプリングズ(en:Yellow Springs, Ohio)で1936年に生まれた。オハイオ州立大学で社会学を学んだ。ニューヨークのニュー・スクール・フォー・ソーシャル・リサーチ（現・ニュースクール大学。第一次世界大戦下の1918年に、検閲や外国人排斥の動きが高まっていたことに憂慮し たコロンビア大学の教員らが設立した教育機関で、学士号を持たない社会人を受け入れた革新的な学校)で学んだときに知り合ったユダヤ系アメリカ人詩人のアーノルド・エイドフと1960年に結婚。当初は一般文学の作家志望であったが、曽祖父が逃亡奴隷であった家族史に影響を受け、アフリカン・アメリカンの歴史を現代の文脈で子ども向けに書き直す児童文学に変更した。1960年代に作家デビューし、多様な民族集団を「平行文化」と名付け、様々な困難な状況におかれた「平行文化」の子どもを描きながら、その一人一人に人種や民族集団を超越した普遍性を持たせた作品で高く評価された。1972年、1975年にニューベリー賞、1975年に全米図書賞、1992年に国際アンデルセン賞を受賞した。2002年に乳がんにより65歳で亡くなった。

## 受賞歴
- ニューベリー賞
  - 1972年　（The Planet of Junior Brown（『ジュニア・ブラウンの惑星』）に対して）
  - 1975年　（M. C. Higgins the Great（『偉大なるM・C』）に対して）
- 全米図書賞児童文学部門　1975年　（M. C. Higgins the Greatに対して）
- 国際アンデルセン賞　1992年
- 児童文学遺産賞 1995年

## 主な作品
- Zeely (1967)
- en:The House of Dies Drear (1968, Dies Drear Chronicles第1部)
- The Time-Ago Tales of Jadhu (1969)
- The Planet of Junior Brown（『ジュニア・ブラウンの惑星』） (1971) - ニューヨークハーレム地区のストリートチルドレンの共同体を舞台に、欠落を抱える者同士が連接を試みる物語[1]
- en:M.C. Higgins, the Great（『偉大なるM・C』） (1974) - 自分の絶対的な価値観の中で生きていた少年が家族の物語を受容し、今の場所で生きていくことを決意する物語[1]
- Arilla Sun Down（『わたしはアリラ』） (1976) - ハミルトンの自伝的な物語[1]
- Justice And Her Brothers (1978)
- Sweet Whispers, Brother Rush (1982) - 幽霊である叔父との出会いを通じ、家族史とアフリカン・アメリカン史を二重に理解して、与えられた状況から新しく一歩を踏み出していく物語[1]
- Willie Bea and the Time the Martians Landed (1983)
- The Magical Adventures of Pretty Pearl (1984)) - アフリカの神の子どもが新大陸にやってきてアフリカン・アメリカンになる神話的ファンタジー[1]
- The People Could Fly（『人間だって空を飛べる ― アメリカ黒人民話集』） (1985)
- A White Romance (1987)
- The Mystery of Drear House (1987, Dies Drear Chronicles第2部)
- In the Beginning: Creation Stories from Around the World (1988)
- Anthony Burns: The Defeat and Triumph of a Fugitive Slave (1988)
- Cousins（『キャミーの八月』） (1990)
- Drylongso (1992)
- Plain City (1993)
- Her Stories: African American Folktales, Fairy Tales, and True Tales (1995)
- Second Cousins (1998)
- Bluish（『ブルーイッシュ』） (1999)
- The Girl Who Spun Gold (2000)
- Time Pieces: The Book of Times (2001)「地下鉄道」で自由になった先祖を持つアフリカン・アメリカン少女が、現在と過去の連接に気づく物語[1]
- Bruh Rabbit and the Tar Baby Girl (2003)
- Wee Winnie Witch’s Skinny: An Original African American Scare Tale (2004)

## 日本語訳された作品
- 『わたしは女王を見たのか』岩波少年少女の本、シミヨン・シミン絵、鶴見俊輔訳、岩波書店、1979年
- 『わたしはアリラ』あたらしい文学、掛川恭子訳、岩波書店、1985年
- 『ジュニア・ブラウンの惑星』世界児童文学の名作C、掛川恭子訳、岩波書店、1988年
- 『人間だって空を飛べる ― アメリカ黒人民話集』世界傑作童話シリーズ、レオとダイアン・ディロン絵、金関寿夫訳、福音館書店、1989年
- 『偉大なるM・C』橋本福夫訳、岩波書店、1991年
- 『キャミーの八月』世界の子どもライブラリー、掛川恭子訳、磯見美知子絵、講談社、1994年
- 『プリティ・パールのふしぎな冒険』世界の青春ノベルズ、荒このみ訳、岩波書店、1996年
- 『雪あらしの町』世界の青春ノベルズ、掛川恭子訳、岩波書店、1996年
- 『ブルーイッシュ』片岡しのぶ訳、あすなろ書房、2002年